# حصار أنطاكية (968-969)
حصار أنطاكية في عامي 968 و969 كان هجومًا عسكريًا ناجحًا شنه قادة بارزون في الإمبراطورية البيزنطية من أجل السيطرة على مدينة أنطاكية المهمة استراتيجيًا من الدولة الحمدانية.
كان الدفاع الحمداني ضد البيزنطيين في القرن العاشر الميلادي، خصوصًا بقيادة سيف الدولة الحمداني، عنصرًا حاسمًا في صد التوسع البيزنطي نحو حلب والمناطق الشمالية من الدولة الإسلامية؛ وكانوا يخوضون مواجهة قد تقضي على العالم الإسلامية إن قويَت. فخاض سيف الدولة عدة معارك كرّس فيها موارده العسكرية لحماية الثغور، وخاصة منطقة حلب، التي أصبحت خط الدفاع الأول. ساهمت هذه المواجهات في تأخير التوغل البيزنطي لعقود.
بعد عام اعتيادي من غارات النهب التي شنها البيزنطيون على الشام، قرر الإمبراطور البيزنطي نقفور الثاني فوقاس العودة إلى القسطنطينية لقضاء الشتاء. قبل مغادرته، قام ببناء حصن باغراس بالقرب من أنطاكية وعين ميخائيل البرجي قائدًا له، وأصدر تعليماته له ولبطرس بحصار أنطاكية. تذكر بعض الروايات البيزنطية أن نقفور منع ميخائيل من الاستيلاء على أنطاكية بالقوة من أجل الحفاظ على السلامة البنيوية للمدينة، على الرغم من وجود شكوك حول هذه الروايات، حيث ستٌدمر نسبة كبيرة من المدينة التاريخية جرّاء ذلك. على كل حال لم ينتظر ميخائيل حتى الشتاء للاستيلاء على القلعة. ربما كان يريد أيضًا إثارة إعجاب نقفور وكسب المجد لنفسه، لذا دخل في مفاوضات مع المدافعين سعيًا للحصول على شروط الاستسلام. في هذه المرحلة، كان بطرس منخرطًا في غارة على الريف المحيط مع القائد الشامي "آيشالش"، حيث من المحتمل أنه دخل لأول مرة في اتصالات مع قرغويه. ومن الممكن هنا أن يكون ميخائيل قد دخل في تحالف مع أولاكس، قائد أبراج "كلاس". يُفترض أن أولاكس، في مقابل الهدايا والهيبة، ساعد ميخائيل في نقله هو وقائده ساشاكيوس براشاميوس و300 رجل إلى قمة أبراج كالاس أثناء الليل؛ وعند صعود الأبراج، تمكن البيزنطيون من الحصول على موطئ قدم في الدفاعات الخارجية للمدينة.
أرسل ميخائيل، الذي سيطر الآن على الأسوار الخارجية، رسالة إلى بطرس يستدعيه إلى أنطاكية من أجل الاستيلاء على المدينة. في البداية، كان بطرس مترددًا، متذكرًا أوامر الإمبراطور بعدم الاستيلاء على أنطاكية بالقوة، ولكن عندما أصبحت طلبات ميخائيل أكثر يأسًا وبدأ رجاله يخسرون الأرض على الأسوار، قرر العودة إلى أنطاكية للمساعدة في الاستيلاء على المدينة. اقترب بطرس من بوابات كالاس في 28 تشرين الأول 969، وعندما شهدوا هجومه الوشيك، تراجع الأنطاكيون وهُزموا.
بعد الاستيلاء على أنطاكية، عُزل ميخائيل ربما بسبب عصيانه لو صحّت الرواية، واستمر في المساعدة في مؤامرة من شأنها أن تنتهي باغتيال نقفور، بينما تحرك بطرس إلى عمق الأراضي الحمدانية في الشام، وحاصر حلب نفسها واستولى عليها وأنشأ فرع حلب البيزنطي من خلال معاهدة صفر.